# Zeals
Zeals är en ort och civil parish i Storbritannien.   Den ligger i grevskapet Wiltshire och riksdelen England, i den södra delen av landet, 160 km väster om huvudstaden London. Zeals ligger 145 meter över havet och antalet invånare är 658.
Terrängen runt Zeals är platt.Runt Zeals är det ganska tätbefolkat, med 116 invånare per kvadratkilometer. Närmaste större samhälle är Gillingham, 5,8 km söder om Zeals. Trakten runt Zeals består i huvudsak av gräsmarker.